# Trafikförvaltningen Östergötlands smalspåriga järnvägar
Die Trafikförvaltningen Östergötlands smalspåriga järnvägar (TÖJ oder T. Ö. J.) war das Ergebnis der Zusammenlegung der Verwaltungen der schwedischen schmalspurigen Eisenbahnen in den Regionen Östergötland und Norra Småland.

## Voruntersuchung
Diese Zusammenlegung wurde erstmals 1910 in einer Kommission unter Landrat Swedelius beraten. In der Untersuchung wurden die Strecken Fågelsta–Vadstena–Ödeshög, Linköping–Fågelsta, Linköping–Ringstorp, Norsholm–Bersbo, Västervik–Åtvidaberg–Bersbo, Hultsfred–Västervik, Norrköping–Finspång–Pålsboda–Örebro, Norrköping–Söderköping–Valdemarsvik und Norrköping–Arkösund einbezogen.
Die Untersuchung ergab, dass es für alle beteiligten Unternehmen Vorteile bringen würde, wenn eine einheitliche Verwaltung den Verkehr kombinieren und gemeinsam Fahrzeuge einsetzen würde. Zudem würden sich die Kosten für den Einkauf, die Vorratshaltung und die Werkstätten reduzieren. Trotzdem kam es zu keinem Konsens und der Vorschlag wurde verworfen.
Die Idee wurde nicht vergessen und einige Jahre später durch die Verwaltung der Norra Östergötlands Järnvägsaktiebolag (NÖJ) wieder aufgenommen. Diesmal lautete der Vorschlag, die der Mellersta Östergötlands järnvägar MÖJ gehörenden Strecken mit denen der NÖJ zusammenzulegen. Schwierigkeiten gab es beim Abschnitt zwischen Norsholm und Ringstorp, der einem anderen Eigentümer hatte. Nur über diese Strecke hätten durchgehende Züge betrieben werden können. Als Alternative kam 1916 der Gedanke einer Errichtung einer direkten schmalspurigen Verbindung zwischen Norsholm und Linköping mit einer Strecke zwischen Södra stambanan und dem See Roxen sowie einem Anschluss an die MÖJ in Linköping auf. Der Vorschlag wurde nicht realisiert.
1922 wurde das Thema der Zusammenlegung von NÖJ und MÖJ wieder aufgenommen. Sollte eine Fusion stattfinden, müsste bei Norsholm–Västervik–Hultsfreds Järnvägar (NVHJ) die Erlaubnis eingeholt werden, die Strecke Norsholm–Ringstorp zu befahren sowie mit Statens Järnvägar eine Absprache über die lokalen Frachtgebühren getroffen werden. Eine diesbezügliche Anfrage an das Königliche Baubüro 1925 war erfolglos. Es wurde zwar eine Studie über die wirtschaftlichen Vorteile durchgeführt, die jedoch keine direkten Ergebnisse brachte. Kurze Zeit später änderte sich die Ausgangslage.

## Gründung der TÖJ
Im September 1927 erhielt der NÖJ-Vorstand ein Schreiben von Vikbolandsbanan (VB) – offiziell Norrköping Söderköping Vikbolandets Järnväg (NSVJ), die vorschlug, die Untersuchungen, ob und inwieweit die Zusammenarbeit zwischen den beiden Unternehmen vorteilhaft sein könnte, fortzusetzen. Die Frage fiel bei der NÖJ auf starkes Interesse und so wurden die beiden Verkehrsdirektoren der Unternehmen, Lindgren und Carlsson, beauftragt, diese Aufgabe zu übernehmen.
Auf der Vorstandssitzung der NÖJ am 27. April 1929 wurde das Ergebnis dieser Untersuchung vorgestellt, die für die Zusammenarbeit der beiden Unternehmen die wichtigsten Grundlagen wurden:
1. Gemeinsame Verkehrsabwicklung,
2. Gemeinsame Nutzung von Ausrüstung und Personal,
3. Jedes Unternehmen behält seinen eigenen Umsatz und trägt seine eigenen Kosten.

Diese Kriterien wurde von den Vorständen der beiden Eisenbahngesellschaften genehmigt. Es wurde beschlossen, diese den Hauptversammlungen vorzulegen und vorzuschlagen, diese zu verabschieden. Zusätzlich wurde beschlossen, die Untersuchungen fortzusetzen, so dass ein endgültiger Vorschlag bei den Hauptversammlungen 1930 vorliegen und die Zusammenarbeit am 1. Januar 1931 beginnen könnte.
Inzwischen kam der Wunsch auf, dass die MÖJ in die gemeinsame Verwaltung mit einbezogen werden sollte. Die Verkehrsdirektoren der drei Gesellschaften, Ratsherr Reventberg von der Stadt Norrköping und Major Lindgren schlugen bei der NÖJ-Versammlung am 13. September 1929 vor, dass die NÖJ die Aktienmehrheit der MÖJ von der verkaufswilligen Östergötlands Enskilda Bank übernehmen solle.
Dem Verwaltungsrat wurde am 15. Oktober 1929 berichtet, dass von der Bank 3.900 Vorzugsaktien der MÖJ erworben werden könnten. Der Vorstand gab das Mandat, den Kauf abzuschließen, was jedoch nicht erfolgte. Stattdessen pachtete die NÖJ die MÖJ. Als die TÖJ gebildet wurde, war die MÖJ auf Grund dieser Vereinbarung Teil der neuen Gesellschaft.
Der Entwurf eines Abkommens über die Zusammenarbeit der drei Bahngesellschaften wurde im Herbst 1929 fertiggestellt und verabschiedet. Bei der NÖJ wurde dazu am 18. November 1929 eine außerordentliche Hauptversammlung abgehalten. Das Ziel der Zusammenarbeit wurde schriftlich fixiert: Die Zusammenführung der drei Bahnen unter einer gemeinsamen Leitung, genannt Trafikförvaltningen Östergötlands Smalspåriga Järnvägar (T. Ö. J.), soll einen effizienteren Verkehrsbetrieb auf den Strecken ermöglichen, die Kosten reduzieren und eine bessere Auslastung des Personals ermöglichen.

## Streckennetz, Erweiterung und Regelungen
Das Streckennetz der TÖJ mit den der MÖJ gehörenden Linien hatte eine Gesamtlänge von 124,7 km, das der NÖJ betrug 132,3 km, VB brachten 101,1 km und die Stadt Norrköping die an die VB verpachteten Streckenteile Norrköpings östra–Södra Hamnen und die Slakthusspåret (deutsch Schlachthausbahn) mit 2,1 km in die Gesellschaft ein. Dazu kam die der NVHJ gehörende und von der NÖJ teilweise mitbenutzte Strecke Norsholm–Ringstorp mit 13,3 km Länge. Damit betrug die Summe der von der TÖJ verwalteten Strecken 373,5 km. Später kam noch die Strecke Skänninge–Bränninge mit 27,2 km Länge hinzu, so dass sich das Streckennetz auf 400,7 km erweiterte.
Die Grundzüge der Gesellschaft waren folgende: „Für die Durchführung des Verkehrs wird ein Ausschuss gebildet, in dem alle Unternehmen vertreten sind; der Vorsitzende des Verkehrsausschusses wird immer für ein Jahr gewählt. Die Verwaltung hat ihren Sitz in Norrköping. In die Verwaltung werden Personal, Gebäude, Häfen und Steinbrüche mit einbezogen, ferner sämtliche Fahrzeuge und Inventar. Die Vereinbarung enthält eine Auflistung der unter gemeinsamer Verwaltung stehenden Fahrzeuge und Ausrüstung sowie eine Liste der Materialien in den Gebäuden. Jedes Unternehmen bewertet in seinen Büchern seine eigenen Gegenstände nach aktuellem Tarif. Die erforderliche Anschaffung neuer Lokomotiven, Personen- oder Güterwagen, Erweiterungen und Verbesserungen auf Empfehlung des Verkehrsausschusses bezahlt das betreffende Unternehmen. Die Werkstatt in Finspång wird so weit wie möglich gemeinsam betrieben und die Kosten der Instandhaltung von Schienenfahrzeugen und Anlagen werden im Verhältnis zur Summe der tatsächlich gezahlten Löhne und der tatsächlichen Kosten auf die beteiligten Gesellschaften aufgeteilt. Werden Lokomotiven, Triebzüge, Reisezugwagen oder Ausrüstung bei anderen als der Eigentümergesellschaft verwendet, wird eine besondere Vereinbarung über die Entschädigung für den Einsatz dieses Gerätes beschlossen. In Bezug auf die gemeinsame Nutzung von Güterwagen gilt die besonderen Vereinbarung. Ein Vorschlag für einen gemeinsamen Tarif für die mit der TÖJ verbundenen Eisenbahnen soll vom Königlichen Eisenbahnamt geprüft werden“.
Die Vereinbarung trat am 1. Juli 1930 in Kraft und galt bis zum 1. Juli 1941. Zwei Jahre vor Ablauf des Vertrags musste dieser gekündigt werden, ansonsten verlängerte sich dieser um weitere zehn Jahre.
Eine Vereinbarung musste zudem mit den SJ getroffen werden, da sich die Zusammenarbeit mit der TÖJ auf der Bahnstrecke Mjölby–Hästholmen (MHJ) änderte. Diese wurde am 11. März 1930 unterzeichnet. Diese Vereinbarung regelte im Wesentlichen, dass, wenn Güterverkehr zwischen zwei der NÖJ, MÖJ und VB gehörenden Bahnhöfen in Übereinstimmung mit den Vorschriften der Regierung vom 27. Juni 1929 über Strecken mit unterschiedlicher Spurweite zu transportieren war, diese Fracht über die Schmalspurstrecke Norsholm–Ringstorp zu befördern war. Diese Bestimmung galt jedoch nicht für den Verkehr zwischen Norrköping, Kimstad und Norsholm einerseits und zwischen Linköping, Motala, Fågelsta und Hästholmen andererseits, einschließlich zwischen Örebro Södra und Linköping. Die Schmalspurstrecke sollte in diesem Fall nur als alternative Route zwischen Norrköpings östra und Linköping, Motala, Fågelsta sowie Hästholmen dienen.
Für die Umleitung der Güterzüge bezahlte die TÖJ eine Gebühr von 15.000 Kronen an die SJ. Die MHJ sollte aus dem gleichen Grund eine jährliche Gebühr von 2.800 Kronen entrichten. Die Vereinbarung mit der NVHJ für die Strecke Norsholm—Ringstorp belief sich auf 15.000 Kronen. Schließlich gab es noch eine Vereinbarung mit der VSBJ in Liquidation, von der die TÖJ den Verkehr von der VSBJ übernahm. Danach waren von der TÖJ alle entstehenden Wartungsarbeiten zu übernehmen und die dafür entfallenden Verkehrserlöse konnten einbehalten werden.
Das erste Treffen des Verkehrsausschusses am 24. April 1930 in Finspång statt. Als Vorsitzender des Ausschusses wurde Gouverneur Trolle gewählt, der stellvertretende Vorsitzende wurde Oberst Ekelund, Geschäftsführer Major Lindgren und Verkehrsleiter für den Gesamtverkehr Carlsson. Die Aufsicht über die Gesellschaften MÖ J und VB übernahm Bahningenieur Laurell (Eisenbahn-Ingenieur der NÖJ), der zudem das Amt des Maschineningenieurs für die gesamte Verwaltung innehatte.

## Rekonstruierung der NÖJ
Bis zum Ende der 1920er Jahre sorgte eine gute Wirtschaftslage für die Auslastung der schwedischen Bahnen. Die Betriebsergebnisse für die NÖJ brachen ab 1930 durch die beginnende Weltwirtschaftskrise ein, da die sich die Holztransporte stark verminderten. Dazu machte sich die Konkurrenz des Straßenverkehrs bemerkbar. In den folgenden Jahresabrechnungen wurden weiterhin Verluste verzeichnet, die zudem die an der TÖJ beteiligten Gesellschaften MÖJ und VB betrafen. Ende 1932 betrugen die Schulden der NÖJ über 2,6 Millionen Kronen. In den folgenden Jahren wurden verschiedene Umschuldungen durchgeführt, um die NÖJ zahlungsfähig zu erhalten.

## Zusammenführung des Werkstättenwesens
Die Grundsätze über die Zentralisierung und Rationalisierung des Werkstättenwesens der TÖJ wurde bereits am 23. Oktober 1929 mit der gemeinsamen Vereinbarung der NÖJ, MÖJ und VB über die Zusammenarbeit im Bahnbetrieb getroffen. Wartungsarbeiten sollten in den Werkstätten der einzelnen Gesellschaften ausgeführt werden, lediglich Reparaturen an Lokomotiven und Drehgestellen von Fahrzeugen der VB sollten in der Werkstatt der NÖJ in Finspång erfolgen.
In der genannten Anordnung war bereits vereinbart worden, dass die Werkstatt der NÖJ in Finspång, die die größten Ressourcen hatte, so weit wie möglich für alle Gesellschaften weitere Aufgaben übernehmen solle. In diesem Zusammenhang wurde am 24. April 1930 die Erweiterung und Modernisierung der Werkstatt in Finspång im geschätzten Umfang von 40.000 Kronen beschlossen. Die Arbeiten beinhalteten die Verlängerung von drei Reparaturständen auf 10 mal 20 Meter sowie die Erweiterung einer bestehenden Triebwagenhalle um eine Nutzfläche von 800 Quadratmetern. Hier wurden eine neue Schmiede, eine neue Tischlerei, eine große Lackiererei und ein gesonderter Raum für die Werkzeugmaschinen geschaffen. Darüber hinaus gab es jetzt mehr Platz für die Revision der Fahrzeuge, einen Raum für Schweißarbeiten und neue Sanitäranlagen. Durch die Vergrößerung der Lokwerkstatt und der dorthin verbrachten Werkzeugmaschinen wurde in der neuen Halle mehr Platz für den Lokomotiv- und Wagenuntersuchungen geschaffen. Zur gleichen Zeit wurden für die Mitarbeiter zwei Waschräume, ein Sozialraum und ein Büro für den Vorarbeiter in der Werkstatt eingerichtet.
Vor der Fusion waren bei den Gesellschaften eigenen Werkstätten vorhanden:
- NÖJ
  - Finspång: ein Werkmeister und 30 Arbeiter
- VB
  - Norrköping: ein Werkmeister und 10 Arbeiter
- MÖJ
  - Linköping: eine Maschinenwerkstatt mit einem Vorarbeiter und 10 Arbeitern und eine Elektrowerkstatt mit einem Obermonteur und fünf Arbeitern (einer davon in Borensberg)
  - Vadstena: ein Vorarbeiter und acht Arbeiter
- VSBJ
  - Skänninge: ein Vorarbeiter und drei Arbeiter

Somit existierten Insgesamt sechs Werkstätten mit sechs Vorarbeitern und 66 Arbeitern.
Zum 1. Oktober 1930 wurden die Werkstätten in Vadstena und Skänninge vollständig geschlossen und der Betrieb der Maschinenwerkstatt in Linköping eingeschränkt. Zudem wurde eine Umstrukturierung im Personalwesen, verbunden mit Entlassungen, vorgenommen. Hieraus ergab sich folgender neuer Zustand:
- Hauptwerkstätte in Finspång: ein Vorarbeiter und 28 Arbeiter:
  - Hier wurden alle wichtigen Reparaturarbeiten für alle Strecken, wie Lokomotivüberholungen, Feuerbüchenreparaturen, Radreifeninstandsetzungen, Umbau von Personenwagen und Malerarbeiten durchgeführt. Letztere Aufgaben wurden durch einen Malermeister, der nicht von der Eisenbahn beschäftigt war, ausgeführt. Zudem wurden alle weiteren Instandsetzungsarbeiten einschließlich der Hauptuntersuchungen der NÖJ-Fahrzeuge (Lokomotiven, Personen- und Güterwagen) erledigt.
- Werkstatt in Norrköping: ein Vorarbeiter und neun Arbeiter:
  - Instandsetzung der VB-Dieseltriebwagen, Personen- und Güterwagen, kleinere Reparaturen von Dampflokomotiven und in gewissem Umfang Reparaturen der eigenen Wagen.
- Mechanische Werkstatt in Linköping: ein Vorarbeiter und elf Arbeiter:
  - Im Wesentlichen die gleichen Arbeiten an eigenen Lokomotiven, Triebwagen sowie Reisezug- und Güterwagen wie in Norrköping.
- Elektrowerkstatt in Linköping: ein Obermonteur und vier Arbeiter:
  - Instandhaltungs- und Wartungsarbeiten für elektrische Lokomotiven.

Damit war es möglich, den Bereich der technischen Instandhaltung mit vier Vorarbeitern und 52 Arbeitern abzudecken. Es wurde davon ausgegangen, dass eine weitere Rationalisierung möglich war.
Im Mai 1934, als die MÖJ umstrukturiert wurde und eine neue Gesellschaft gebildet wurde, wurde vom Maschineningenieur der TÖJ ein Vorschlag für eine zentrale Reparaturwerkstatt in Finspång gemacht. Allerdings war das durch die Platzverhältnisse in Finspång nicht möglich, so dass weiterhin mindestens zwei Werkstätten notwendig waren. In Finspång sollten alle Reparaturen und Prüfungen der Dampflokomotiven, Dieseltriebzüge und Reisezugwagen verbleiben und in der Werkstatt in Norrköping sollten die Umbauten, Reparaturen und Revisionen der Güterwagen konzentriert werden. Die E-Loks der MÖJ, die häufig ausfielen und ständig repariert werden mussten, konnten nicht nach Finspång verlegt werden, so dass die Elektrowerkstatt in Linköping unverändert bleiben sollte. Die dortige mechanische Werkstatt sollte jedoch geschlossen werden. Dazu müsste in Finspång das Personal durch zwei Fachkräfte verstärkt werden. In Norrköping sollte die Personalstärke gleich bleiben, wobei einige Änderungen in den vertretenen Berufsgruppen nötig waren. In der Elektrowerkstatt Linköping wurde die Reduzierung um eine Arbeitskraft geplant und in der dortigen mechanischen Werkstatt blieben von den sieben nur drei Arbeitsplätze erhalten. Der Abbau sollte durch Verrentung erfolgen. Zudem sollte in Finspång ein zusätzlicher Reparaturstand für Dieseltriebwagen entstehen und weitere Maschinen beschafft werden.
Dazu wurde Ingenieur Nordenhem der Svenska Järnvägarnas Arbetsgivareförening (deutsch Schwedische Eisenbahnarbeitgebervereinigung) befragt, der am 20. Juli 1934 seinen Bericht abgab. Dieser stimmte dem Vorschlag im Wesentlichen zu und ergänzte, dass die Werkstatt Finspång noch mehr vergrößert werden sollte und weitere moderne Maschinen wie elektrische Schweißgeräte und Kompressoren beschafft werden sollten. Die Elektrowerkstatt in Linköping könnte dadurch mit einem Vorarbeiter und fünf weiteren Arbeitern geführt und die mechanische Werkstatt geschlossen werden. Insgesamt würden für den gesamten Werkstättenbetrieb drei Vorarbeiter und 44 Mann ausreichen.
Etwa zur gleichen Zeit kam der Gedanke einer Fusion zwischen TÖJ und NVHJ auf, zu der der Verkehrsleiter Hj. von Porat der Varberg–Borås–Herrljunga Järnväg eine Studie durchführte, welche Vorteile und Einsparungen im Maschinendienst durch eine solche Fusion gewonnen werden konnten. In seinem Bericht im Juli 1934 erwähnte er unter anderem unabhängig von einer Fusion eine weitere Zentralisierung des Werkstattwesens der TÖJ. Porat wollte die mechanische Werkstatt in Linköping schließen und nach der Verbesserung bei der elektrischen Traktion bei der MÖJ die Elektrowerkstatt nach Finspång verlagern.
In der Vorstandssitzung bei der NÖJ am 10. August 1934 wurde beschlossen, die vorgeschlagenen Rationalisierung im Hinblick auf die Erweiterung der Werkstatt in Finspång und der Beschaffung weitere Geräte durchzuführen. Die geschätzten Kosten betrugen 23.000 Kronen. Die Arbeit wurde 1935 abgeschlossen und die Werkstatt erhielt weitere 200 Quadratmeter Nutzfläche.
In Linköping dagegen wurde die mechanische Werkstatt aufgelöst. Damit stand Platz zur Verfügung, um die Elektrowerkstatt zu vergrößern. Die Arbeiten wurde im Sommer 1936 ausgeführt und am 1. Oktober 1936 abgeschlossen. Die Elektro-Abteilung hatte somit eine Revisionsgrube, eine neue elektrische Werkstatt mit Schmiede und einen Batterieladeraum zur Verfügung. Zudem wurde ein Sozialraum und entsprechende Sanitäranlagen für das Personal sowie ein Lagerraum für Ersatzteile ausgebaut und eine neue Heizungsanlage mit Niederdruck-Dampf für alle Räumlichkeiten eingebaut.
Damit wurde die Zentralisierung und Rationalisierung des TÖJ-Maschinendienstes abgeschlossen. Waren vorher sechs Werkstätten mit sechs Vorarbeitern und 66 Arbeitern notwendig, reichten nach dem 1. Juli 1936 drei Werkstätten mit drei Vorarbeitern und 42 Arbeitern für die rationellere Wartung der Fahrzeuge aus. Als sich nach 1936 die Verkehrszahlen der TÖJ deutlich erhöhten und weitere Schienenbusse beschafft wurden, musste die Mitarbeiterzahl in den Werkstätten erhöht werden.

## Weitere Zusammenarbeit
Die Verkehrsverwaltung bestand aus drei Unternehmen. Durch die Aktienmehrheit konnte NÖJ vollständig MÖJ kontrollieren, während VB unabhängig war. VB besaß zudem eine große Anzahl von Anteilen der NÖJ. Innerhalb von NÖJ und MÖJ hatte die Stadt Nörrköping durch große Aktienanteile sehr viel Einfluss.
Folgende Fahrzeuge waren Ende 1948 vorhanden: 27 Dampflokomotiven, sieben Diesellokomotiven, fünf Elektrolokomotiven, drei Triebwagen, 21 Schienenbusse, 22 Schienenbusanhänger, 51 Personenwagen, 254 geschlossene und 801 offene Güterwagen. Der Personenverkehr wurde fast vollständig von den Schienenbussen durchgeführt. Deren Höchstgeschwindigkeit lag bei 75 Kilometer pro Stunde. Die Züge erreichten Durchschnittsgeschwindigkeiten zwischen 35 und 60 km/h.
Der Personen- und Güterverkehr mit Automobilen war bereits sehr bedeutend. TÖJ betrieb auf insgesamt 315 km und Norra Tjusts Trafikaktiebolag auf 300 km Verkehr mit Straßenfahrzeugen. Dafür waren 37 Busse und 26 Lastwagen vorhanden.

## Verstaatlichung
Mit einer parlamentarischen Entscheidung, der allgemeinen Eisenbahnverstaatlichung, wurde 1939 festgelegt, dass der Staat Privatbahnen kaufen und diese in die Organisation der Staatsbahnen integrieren solle. Es war vorgesehen, die TÖJ Mitte der 1940er Jahre zu kaufen, der Zweite Weltkrieg kam jedoch dazwischen. Da niemand das Risiko aufgrund finanzieller Schwierigkeiten übernehmen wollte, wurde die Kauf-Entscheidung verschoben. Nach dem Krieg stieg der Verkehr an. Es dauerte nicht lange, bis der Wettbewerb durch den Straßenverkehr stärker wurde. Um die Jahreswende 1949/50 wurden die Verhandlungen über den Verkauf an den Staat wieder aufgenommen. Diese endeten am 2. März 1950 mit der Unterzeichnung des Vorvertrages über den Verkauf der Schmalspurbahnen in Östergötland.
Für Norra Östergötlands järnvägar und Mellersta Östergötlands järnvägar, die im Besitz von NÖJ waren, bezahlte der Staat 1.319.400 Kronen und weitere 26.000 Kronen Liquidationskosten. Die Aktionäre der Stadt Norrköping erhielten für ihre Vorzugsaktien 945.000 Kronen. Es war die gleiche Summe, die die Stadt einst bezahlt hatte zuzüglich fünf Prozent Dividende. Die Aktionäre, die Stammaktien der Norra Östergötlands järnvägar hielten, welche einen Kurswert von 50 Kronen hatten, wurden 55 Kronen pro Aktie ausbezahlt.
Für Vikbolandsbanan bezahlte der Staat 1.928.400 Kronen und Liquidationskosten in Höhe von 21.000 Kronen, das bedeutete 74 Kronen pro Aktie. Für die 941 Aktien von Norra Tjusts trafik AB, die der Stadt Norrköping und verschiedenen Gemeinden in Östergötland gehörten, bezahlte der Staat 380 Kronen pro Aktie.
Die Übernahme durch Statens Järnvägar war für den 1. Juli 1950 vorgesehen. Nach der Billigung der Vereinbarung vom Parlament beschlossen die Eisenbahnunternehmen bei zwei aufeinander folgenden Hauptversammlungen, die Eisenbahnen zu verkaufen.
Nach der Übernahme waren die Strecken Teil des am 1. Mai 1950 vor allem für die Übernahme der Schmalspurstrecken aus dem "I distriktet – Stockholm" herausgelösten "VIII distriktet – Norrköping" von Statens Järnvägar.